# Akane Sugazaki
Akane Sugazaki (菅崎茜
 Akane Sugazaki?,  1 de julio de 1989) es una excantante japonesa de J-Pop originaria de Osaka, Japón.

## Perfil
- Nombre: 菅崎 茜 (Sugazaki Akane)
- Fecha de Nacimiento: 1 de julio de 1989
- Lugar de Nacimiento: Osaka, Japón
- Tipo de Sangre: A

## Biografía
Durante el 2002 (a la edad de 13 años) ganó una pequeña competencia de canto, teniendo como premio, realizar una pequeña participación en el 8th Sencillo, titulado "Stand Up," de Mai Kuraki. Un productor del sello discográfico Giza Studio vio su demostración y le propuso sacar su primer sencillo titulado "beginning dream" (español: El comienzo de un sueño) que debutó en el puesto n.º 38 en la lista de oricon.
Mucha gente se interesó en la hermosa voz de la recién debutada cantante e incluso algunas personas predecían que sería un gran éxito al igual que lo ocurrido con Mai Kuraki.
Actualmente, Akane Sugazaki se encuentra sin casa discográfica debido al cese de su contrato por inactividad (celebrado en primavera del 2007), debido a que se centró en sus estudios secundarios y universitarios, dejando de lado su corta pero reconocida carrera musical.

## Discografía

### Singles
| n.º   | Fecha Lanzamiento | Título                                                              | Posición Oricon | Copias vendidas |
| 1.er. | 31/07/2002        | Beginning dream (español: El comienzo de un sueño)                  | #38             | xxx             |
| 2.º.  | 11/12/2002        | Kimi no Namae Yobu Dake de (español: Déjame llamarte por tu nombre) | #50             | xxx             |
| 3.º.  | 28/05/2003        | Koigokoro (español: El primer amor)                                 | #38             | xx              |

### Álbumes
| n.º   | Información                                                                                |
| ----- | ------------------------------------------------------------------------------------------ |
| 1.er. | beginning (español: El comienzo) - Lanzamiento: 22 de octubre de 2003 - Sello: GIZA Studio |